# L'Indomptable Dragon
Pour plus de détails, voir Fiche technique et Distribution.
L'Indomptable Dragon (兩虎惡鬥, Liang hu e dou) est un film dramatique hongkongais réalisé par Lung Chien et sorti en 1974.

## Synopsis
Un jeune homme veut découvrir qui a tué son ami Bruce Lee mais il ne va pas plus loin dans sa vengeance car un policier continue de s'opposer à lui. Finalement, ils réalisent qu'ils veulent tous les deux venger Bruce Lee et s'allient pour vaincre un parrain de la drogue en utilisant l'art du kung-fu.

## Fiche technique
- Titre : Fatal Strike
- Titre original : 兩虎惡鬥 (Liang hu e dou)
- Réalisation : Lung Chien
- Scénario : Chu Hsiang-Kan
- Photographie : Chen Tangyin
- Pays d'origine : Hong Kong
- Langue originale : mandarin
- Format : couleur
- Genre :
- Durée : 92 minutes
- Dates de sortie :
  - Hong Kong : 1974

## Distribution
- Kang Chin
- Yasuaki Kurata
- Ping Lu
- Lung Fong
- Chi Ma
- Ai-ling Pai
- Mao Shan
- Chin-Lai Sung